# Lucius Pomponius Flaccus
Lucius Pomponius Flaccus († wohl 35 n. Chr.) war ein römischer Senator der frühen Kaiserzeit und im Jahr 17 n. Chr. consul ordinarius.
Flaccus entstammte dem plebejischen Geschlecht der Pomponier. Die Heimat der Familie war wohl das umbrische Iguvium. Flaccus’ älterer Bruder war Gaius Pomponius Graecinus, Suffektkonsul im Jahr 16. Pomponius Flaccus war mit einer Memmia verheiratet.
Wie sein Bruder war Pomponius Flaccus mit dem Dichter Ovid befreundet, der ihm aus der Verbannung eine seiner epistulae ex Ponto sandte, als Flaccus Legat in Mösien war. Das ordentliche Konsulat des Jahres 17 bekleidete er zusammen mit Gaius Caelius Rufus. Im Jahr 19 kehrte Flaccus als Statthalter nach Mösien zurück. Seiner Freundschaft mit dem Kaiser Tiberius verdankte er auch später, ab dem Jahr 32, die Statthalterschaft der Provinz Syrien, wo er in Konflikt mit Herodes Agrippa geriet. Flaccus starb in Syrien; sein Nachfolger wurde im Jahr 35 Lucius Vitellius.